# アンドリース・ノペルト
アンドリース・ノペルト（Andries Noppert、1994年4月7日 - ）は、オランダ・ヘーレンフェーン出身のサッカー選手。エールディヴィジ・SCヘーレンフェーン所属。元オランダ代表。ポジションはGK。

## 経歴

### クラブ
SCヘーレンフェーンの下部組織で育成され、2013-14シーズンからトップチームに昇格したが、正GKの座は掴めず、その後はNACブレダやイタリアのカルチョ・フォッジャ1920、FCドルトレヒトといった国内外の下部リーグに所属するクラブを転々とした。
2021年1月22日、ゴー・アヘッド・イーグルスにフリーで加入した。2022年5月16日、古巣SCヘーレンフェーンに復帰し、2年契約を結んだ。

### 代表
2022年9月、UEFAネーションズリーグを戦うオランダ代表に初招集され、同年11月11日、代表デビュー未経験ながら2022 FIFAワールドカップに臨む同代表に選出された。本大会では、開幕戦前のトレーニングで高パフォーマンスを披露したことで、セネガル代表との初戦で先発の座を勝ち取り、オランダ代表初キャップを記録。2-0での完封勝利に大きく貢献した。

## 代表歴

### 出場大会
オランダ代表
- 2022 FIFAワールドカップ（ベスト8）

### 試合数
- 国際Aマッチ 5試合 0得点（2022年）[6]

| オランダ代表 | 国際Aマッチ | 国際Aマッチ |
| 年           | 出場        | 得点        |
| ------------ | ----------- | ----------- |
| 2022         | 5           | 0           |
| 通算         | 5           | 0           |